# チャラン
チャラン（モンゴル語: Čalan、生没年不詳）は、13世紀前半にモンゴル帝国に仕えたスルドス部出身の千人隊長の一人。
「孫都思氏世勲之碑」などの漢文史料では察剌(chálà)と記される。

## 概要
チャランの一族は「四駿四狗」と讃えられた建国の功臣、 チラウンの子孫であるが、『元史』や『集史』に言及がなく「遜都台公墓誌銘」にのみその事跡が記されている。
「遜都台公墓誌銘」によると、チラウンの息子のナドルはビチクチ（書記官）としてチンギス・カンに仕え、金朝との戦いで功績があったという。その後は西夏遠征にも従軍し、この頃亡くなった。
ナドルの跡を継いだのが息子のチャランで、チャランはチンギス・カンの中央アジア遠征に従軍して業里城のダルガチに任じられていた。ジャランはその後第2代皇帝オゴデイに仕え、金朝の平定に功績を挙げて隨州軍民ダルガチに任じられた。それ以後のチャランの事蹟については知られていない。

## 子孫
チャランの死後は息子のウクナが跡を継ぎ、父の地位を継承して随州ダルガチとなったが、随州は交通の便が悪いことを理由に南陽府の昆陽に拠点を構えた。至元13年（1276年）には南宋侵攻に従軍し、管軍万戸として軍を率い長江をわたった。 後に湖広等処行枢密院判官に任じられ、ついで江西湖東道粛政廉訪使とされた。
ウクナの息子のトク・テムルはモンゴルの南宋平定時に非業の死を遂げた者を祀る祠を建てるなど、現地の漢人に寄り添った統治を行ったため、広く敬われたという。トク・テムルとその一族の事蹟を讃えて刻まれたのが「遜都台公墓誌銘」であり、ナドルの一族の事蹟を伝える唯一の史料として重要視されている。

## スルドス部ソルカン・シラ家
- 千人隊長ソルカン・シラ（Sorqan Šira ＞鎖児罕失剌/suŏérhǎnshīlà,سورغان شيره/Sūrghān Shīra）
  - チラウン・バートル（Čila'un ba'atur ＞赤老温/chìlǎowēn,چيلاوغان بهادر/Chīlāūghān bahādur）
    - スドン・ノヤン（Sudon noyan ＞سدون نویان/Sudūn Nūyān）
      - カジュダル（Qajudar ＞قاجودر/Qājūdar）
      - サルタク・ノヤン（Sartaq noyan ＞سرتاق نویان/Sartāq Nūyān）
      - 万人隊長ブルジャ（Burja ＞بورجه/Būrja）
      - 極位御家人スンジャク・ノヤン（Sunjaq noyan ＞سونجاق نویان/Sūnjāq Nūyān）
      - トダン（Tudan ＞تودان/Tūdān）
        - マリク（Malik ＞ملك）
          - 万人隊長チュバン（Čuban ＞出班/chūbān,جوبان/Jūbān）
            - アミール・ハサン（Amīr Ḥasan ＞أمير حسن）
            - テムル・タシュ（Temür taš ＞أمير تیمور تاش/Amīr tīmūr Tāsh）
            - ダムシャク・ホージャ（Damshaq noyan ＞خواجه نویان）
            - シャイフ・マフムード（Shaikh Maḥmūd ＞شيخ محمود）

    - アラカン（Alaqan ＞阿剌罕/ālàhǎn）
      - ソグドゥ（Soγudu ＞鎖兀都/suŏwùdōu）
        - タングタイ（Tangγutai ＞唐古䚟/tánggŭdǎi）
          - ガインドゥバル（Gaindu-dpal ＞健都班/jiàndōubān）

    - ナドル・ビチクチ（Nadr ＞納図児/nàtúér）
      - チャラン（Čalan ＞察剌/chálà）
        - ウクナ（Uquna ＞忽訥/hūnè）
          - トク・テムル（Toq temür ＞脱帖穆耳/tuōtièmùěr）
            - オルク・ブカ（Örüg buqa ＞月魯不花/yuèlǔbùhuā）

  - チンバイ（Čimbai ＞沈伯/shĕnbǎi）